# Pseudoscopelus scriptus
Pseudoscopelus scriptus är en fiskart som beskrevs av Christian Frederik Lütken 1892. Pseudoscopelus scriptus ingår i släktet Pseudoscopelus och familjen Chiasmodontidae. Inga underarter finns listade i Catalogue of Life.